# 44 Dywizja Piechoty (III Rzesza)
44 Dywizja Piechoty (niem. 44. Infanterie-Division) – niemiecka dywizja z czasów II wojny światowej, uczestniczyła w agresji na Polskę i Francję oraz ataku na Związek Radziecki. Zniszczona w Stalingradzie.

## Formowanie i walki
Sformowana na mocy rozkazu z dnia 1 kwietnia 1938, miejsce stacjonowania sztabu Wiedeń. Sformowana w XVII. Okręgu Wojskowym. W swej tradycji nawiązywała do cesarsko-królewskiego 4 pułku piechoty (k.u.k. Infanterie-Regiment Hoch- und Deutschmeister Nr. 4).
W 1939 dywizja brała udział w napaści na Polskę atakując Kraków. W 1940 brała udział w ramach 6 Armii w kampanii francuskiej. Rok później uczestniczyła w ataku na Związek Radziecki, walczyła na Ukrainie i w początkowym etapie ofensywy na Kaukaz. W 1942 w ramach 6 Armii brała udział w bitwie o Stalingrad i została ostatecznie zniszczona w ostatnich dniach stycznia 1943.
Dywizję odbudowano w jako (44.) Reichsgrenadierdivision Hoch und Deutschmeister (44 Dywizja Grenadierów Rzeszy "Hoch und Deutschmeister"). Walczyła we Włoszech pod Cassino i na Linii Gotów. W końcowej fazie wojny działała na Węgrzech, gdzie poniosła ciężkie straty. Szlak bojowy zakończyła w pobliżu Linzu poddając się wojskom USA.

## Dowódcy dywizji
- gen. mjr Haselmar 1 IV 1937 – 13 III 1938;
- gen. mjr Bornemann 13 III 1938 – 31 III 1938;
- gen. por. Albrecht Schubert 1 IV 1938 – 29 X 1939;
- gen. por. Friedrich Siebert 4 XI 1939 – 30 I 1942;
- gen. por. Heinrich Deboi 30 I 1942 – 28 I 1943;
- gen. por. Franz Beyer 12 III 1943 – 31 XII 1943;
- gen. por. Fritz Franek 1 I 1944 – 7 V 1944;
- gen. por. Bruno Ortner 7 V 1944 – 16 VI 1944;
- gen. mjr Klatt 16 VI 1944 – 21 VI 1944;
- gen. por. Hans – Günter von Rost 21 VI 1944 – 23 III 1944;
- płk Hofmann 23 III 1945 – 5 IV 1945;
- gen. mjr Langhäuser 5 IV 1945 – 8 V 1945;

## Struktura organizacyjna
- Skład w sierpniu 1939:
  - 131 pułk piechoty: miejsce postoju sztabu – Mikulov, I i II batalionu oraz I rezerwowego batalionu – Lundenburg, III batalionu – Znojmo, II rezerwowego batalionu - Stockerau;
  - 132 pułk piechoty: miejsce postoju sztabu, I i II batalionu – Brno, III batalionu – Igława;
  - 134 pułk piechoty: miejsce postoju sztabu, I i II batalionu – Wiedeń Streberdorf, III batalionu – Engerau;
  - 96 pułk artylerii: miejsce postoju sztabu, I dywizjonu – Znojmo, II dywizjonu – Bruck an der Leitha,
  - I dywizjon 97 pułku artylerii ciężkiej: miejsce postoju – Stockerau;
  - 80 batalion pionierów: miejsce postoju – Klosterneuburg;
  - 64 oddział przeciwpancerny: miejsce postoju – nie został sformowany;
  - 64 oddział łączności: miejsce postoju – Wiedeń;
  - 44 oddział obserwacyjny: miejsce postoju – Stockerau;
- Skład w styczniu 1940:

131, 132 i 134 pułk piechoty, 96 pułk artylerii, I/97 pułk artylerii ciężkiej, 80 batalion pionierów, 44 oddział rozpoznawczy, 46 oddział przeciwpancerny, 64 oddział łączności, 44 polowy batalion zapasowy;
- Skład w marcu 1943:

134 pułk grenadierów Hoch und Deutschmeister, 131 i 132 pułk grenadierów, 96 pułk artylerii, 80 batalion pionierów, 44 oddział rozpoznawczy, 46 oddział przeciwpancerny, 64 oddział łączności, 44 polowy batalion zapasowy;
- Skład w czerwcu 1943:

134 pułk grenadierów Hoch und Deutschmeister, 131, 132 pułk grenadierów, 96 pułk artylerii, 80 batalion pionierów, 44 oddział rozpoznawczy, 46 oddział przeciwpancerny, 46 oddział łączności, 44 polowym batalion zapasowy;
- Skład w maju 1944:

134 pułk grenadierów Hoch und Deutschmeister, 131, 132 pułk grenadierów, 96 pułk artylerii, 80 batalion pionierów, 44 dywizyjny batalion fizylierów, 46 oddział przeciwpancerny, 46 oddział łączności, 44 polowym batalion zapasowy;